# La Pointe-de-l'Île
Circonscription électorale fédérale du Canada
La Pointe-de-l'Île est une circonscription électorale fédérale sur l'île de Montréal, au Québec (Canada). Elle est considérée comme un bastion du mouvement indépendantiste québécois.

## Géographie
Elle se constitue du nord-est extrême de l'île de Montréal, soit la ville de Montréal-Est ainsi que les quartiers de Pointe-aux-Trembles (arrondissement de Rivière-des-Prairies–Pointe-aux-Trembles) et de Tétreaultville et Longue-Pointe (Mercier–Hochelaga-Maisonneuve) de la ville de Montréal.
Les circonscriptions limitrophes sont Hochelaga, Honoré-Mercier, Montcalm, Repentigny, Verchères—Les Patriotes et Longueuil—Pierre-Boucher.

## Historique
La circonscription fut créée en 2003 à partir des circonscriptions d'Anjou-Rivière-des-Prairies, d'Hochelaga—Maisonneuve et de Mercier. Lors du redécoupage électoral de 2013, les limites de la circonscription ont légèrement changé ; elle a gagné à l'ouest une portion du territoire de Honoré-Mercier et a perdu au sud une autre portion en faveur de Hochelaga.

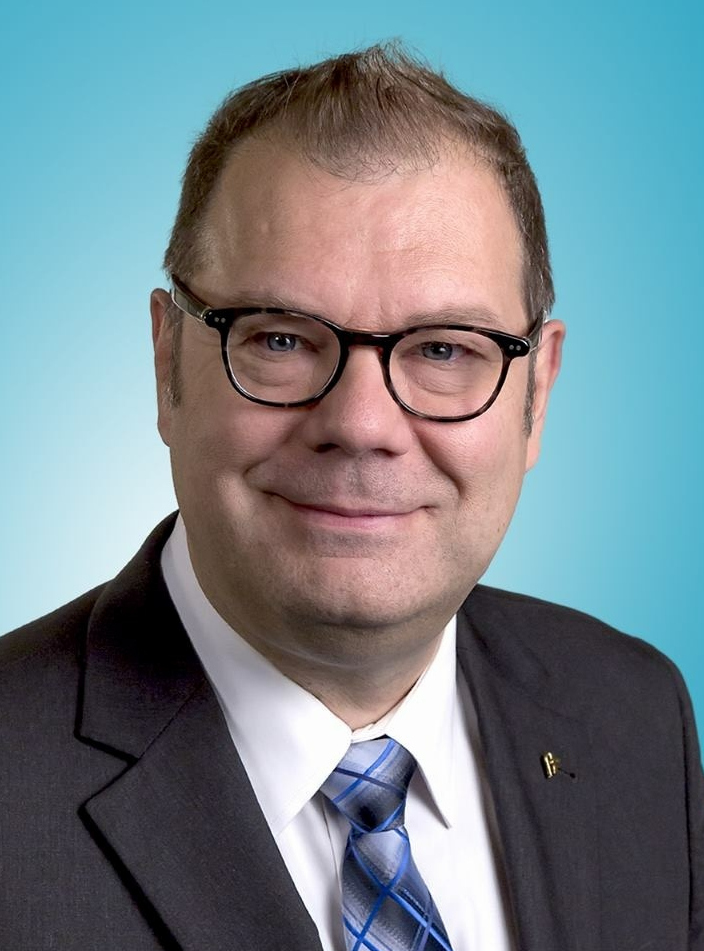
Mario Beaulieu est le député de La Pointe-de-l'Île depuis 2015.

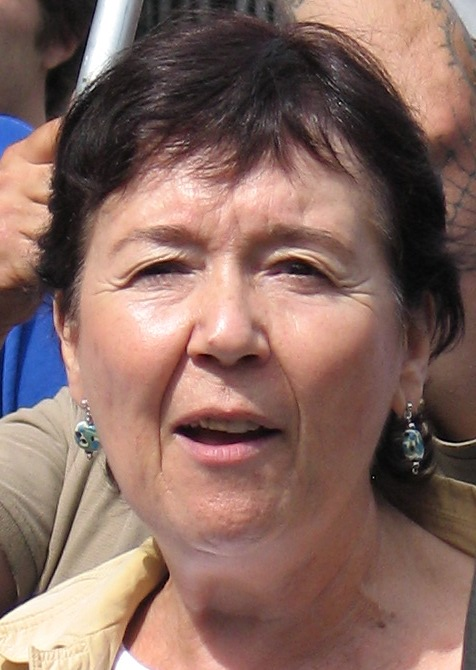
Francine Lalonde est la députée de La Pointe-de-l'Île de 2004 à 2011.

## Députés
| Législature                                                                                  | Années        | Député           | Parti | Parti          |
| -------------------------------------------------------------------------------------------- | ------------- | ---------------- | ----- | -------------- |
| La Pointe-de-l'Île issue d'Anjou—Rivière-des-Prairies, d'Hochelaga—Maisonneuve et de Mercier |               |                  |       |                |
| 38e                                                                                          | 2004–2006     | Francine Lalonde |       | Bloc québécois |
| 39e                                                                                          | 2006–2008     | Francine Lalonde |       | Bloc québécois |
| 40e                                                                                          | 2008–2011     | Francine Lalonde |       | Bloc québécois |
| 41e                                                                                          | 2011–2015     | Ève Péclet       |       | Néo-démocrate  |
| 42e                                                                                          | 2015–2019     | Mario Beaulieu   |       | Bloc québécois |
| 43e                                                                                          | 2019–2021     | Mario Beaulieu   |       | Bloc québécois |
| 44e                                                                                          | 2021–2025     | Mario Beaulieu   |       | Bloc québécois |
| 45e                                                                                          | 2025–en cours | Mario Beaulieu   |       | Bloc québécois |

## Résultats électoraux

### Tendances

#### Répartition des voix obtenu par les principaux partis
|                                                                                            |
| - Parti libéral - Parti conservateur - NPD - Bloc québécois - Parti vert - Parti populaire |

#### Majorité en voix du parti arrivé en tête
|  |

### Résultats détaillés
|       | Candidat              | Parti                | # de voix | % des voix |
|       | Guy Morrissette       | Conservateur         | +04 408,  | 7,98 %     |
|       | Mario Beaulieu        | Bloc québécois       | +18 545,  | 33,58 %    |
|       | Marie-Chantale Simard | Libéral              | +15 777,  | 28,57 %    |
|       | (sortante) Ève Péclet | NPD                  | +14 777,  | 26,76 %    |
|       | David Cox             | Vert                 | +01 130,  | 2,05 %     |
|       | Ben 97 Benoit         | Rhinocéros           | +00358,   | 0,65 %     |
|       | Geneviève Royer       | Marxiste-léniniste   | +00096,   | 0,17 %     |
|       | Jean-François Larose  | Forces et Démocratie | +00135,   | 0,24 %     |
| Total | Total                 | Total                | 55 226    | 100 %      |

|       | Candidat            | Parti              | # de voix | % des voix |
|       | Mathieu Drolet      | Conservateur       | +03 664,  | 7,69 %     |
|       | Ginette Beaudry     | Bloc québécois     | +15 475,  | 32,48 %    |
|       | Olivier L. Coulombe | Libéral            | +04 369,  | 9,17 %     |
|       | Ève Péclet          | NPD                | +23 033,  | 48,34 %    |
|       | David J. Cox        | Vert               | +00898,   | 1,88 %     |
|       | Claude Brunelle     | Marxiste-léniniste | +00213,   | 0,45 %     |
| Total | Total               | Total              | 47 652    | 100 %      |

|                         | Nom                        | Parti politique         | Voix   | %       | Majorité |
| ----------------------- | -------------------------- | ----------------------- | ------ | ------- | -------- |
|                         | Francine Lalonde (sortant) | Bloc québécois          | 25 976 | 56,09 % | 18 573   |
|                         | Oumy Sarr                  | Libéral                 | 7 403  | 15,99 % |          |
|                         | Isabelle Maguire           | NPD                     | 5 975  | 12,9 %  |          |
|                         | Hubert Pichet              | Conservateur            | 5 179  | 11,18 % |          |
|                         | Domita Cundari             | Vert                    | 1 340  | 2,89 %  |          |
|                         | Ben 97 Benoit              | neorhino.ca             | 261    | 0,56 %  |          |
|                         | Claude Brunelle            | Marxiste-léniniste      | 177    | 0,38 %  |          |
| Total des votes valides | Total des votes valides    | Total des votes valides | 46 311 | 100 %   |          |

|                         | Nom                        | Parti politique         | Voix   | %       | Majorité |
| ----------------------- | -------------------------- | ----------------------- | ------ | ------- | -------- |
|                         | Francine Lalonde (sortant) | Bloc québécois          | 29 368 | 60,46 % | 21 966   |
|                         | Christian Prevost          | Conservateur            | 7 402  | 15,24 % |          |
|                         | Marie-Mignaud Dominique    | Libéral                 | 6 855  | 14,11 % |          |
|                         | Nicolas Tremblay           | NPD                     | 3 407  | 7,01 %  |          |
|                         | Benjamin Rankin            | Vert                    | 1 544  | 3,18 %  |          |
| Total des votes valides | Total des votes valides    | Total des votes valides | 48 576 | 100 %   |          |

|                         | Nom                     | Parti politique         | Voix   | %       | Majorité |
| ----------------------- | ----------------------- | ----------------------- | ------ | ------- | -------- |
|                         | Francine Lalonde        | Bloc québécois          | 30 713 | 66,47 % | 20 120   |
|                         | Jean-Claude Gobé        | Libéral                 | 10 593 | 22,93 % |          |
|                         | Christian Prevost       | Conservateur            | 1 961  | 4,24 %  |          |
|                         | André Langevin          | NPD                     | 1 751  | 3,79 %  |          |
|                         | André Levert            | Vert                    | 1 186  | 2,57 %  |          |
| Total des votes valides | Total des votes valides | Total des votes valides | 46 204 | 100 %   |          |